# Hartmann von Aue
Œuvres principales
- Erec
- Grégoire
- Le Pauvre Henri
- Yvain
- Recueil de complaintes

Hartmann von Aue (né vers 1160, † sans doute entre 1210 et 1220) est, avec Wolfram von Eschenbach et Godefroi de Strasbourg l’un des grands poètes épiques de la littérature du moyen haut allemand, florissante vers 1200. Avec Heinrich von Veldeke, il transposa en langue germanique la tradition française du roman courtois. On lui doit les contes Erec, Grégoire (de), Le Pauvre Henri, Yvain (Iwein), un dialogue allégorique connu sous le nom de Recueil de complaintes (de) ainsi que quelques chansons des croisades et des Minnesang.

## Biographie et chronologie des œuvres
Les origines familiales d’Hartmann von Aue sont obscures, si bien qu’il faut s’en remettre à ce qu’il dit de lui-même dans ses propres œuvres, ou aux citations d’autres auteurs pour reconstituer sa biographie ; ses dates même ne peuvent être avancées que d’après l’ordre chronologique de parution de ses poèmes, et sont à ce titre hautement spéculatives.
L’Erec et l’Iwein d’Hartmann, inspirées de l’Érec et Énide et de Yvain de Chrétien de Troyes, leurs sources en ancien français, ont vraisemblablement été rédigés entre 1165 et 1177. On en déduit qu’Hartmann n’a pu être reconnu comme poète qu’après 1180 ; mais ce qui est certain, c’est qu’au plus tard en 1205-1210, tous les romans versifiés d’Hartmann étaient connus, car Wolfram von Eschenbach pour son Parzival lui emprunte des vers de l’Iwein (253, 10–14 ; 436, 4–10), dont diverses observations stylistiques font le quatrième et ultime roman d’Hartmann.
Les chansons des Croisades d’Hartmann font allusion ou bien à la troisième croisade (1189) ou au projet de croisade d’Henri VI (1197), qui ne put aboutir par suite de la mort de ce monarque. La participation d’Hartmann à une croisade est douteuse. La mort d’un bienfaiteur évoqué à deux reprises dans ces chansons (V, v. 4 et XVII, v. 2) peut correspondre à la mort de Berthold IV de Zähringen en 1186. L’évocation de Saladin († 1193) dans le troisième chant (XVII, 2) était naguère l’indice le plus prisé dans les tentatives de chronologie de l’œuvre ; mais le texte transmis par le codex Manesse, qui en est l’unique témoin, ne permet pas de conclure de façon certaine que Saladin était un contemporain vivant de l’auteur.
Vers 1210, Godefroi de Strasbourg, en marge de son Tristan, évoque Hartmann comme un poète vivant (versets 4621–4635), mais en 1220, Henri von dem Türlin déplore sa mort dans La Couronne (versets 2372–2437).

### Statut social, culture et origine d’Hartmann
Ce sont surtout les prologues et les Épilogues de ses œuvres qui nous renseignent sur le milieu dans lequel Hartmann évoluait. C’est particulièrement dans le prologue du Pauvre Henri (et sous une forme presque inchangée dans Yvain) que Hartmann parle de lui-même :
| Ein ritter sô gelêret was, daz er an den buchen las, waz er dar an geschriben vant: der was Hartmann genannt, dienstman was er zouwe. | Il était un chevalier si instruit, qu’il lisait dans les livres tout ce qu’il y trouvait d’écrit. Cestui-là Hartmann était appelé vassal de la maison d’Aue. |

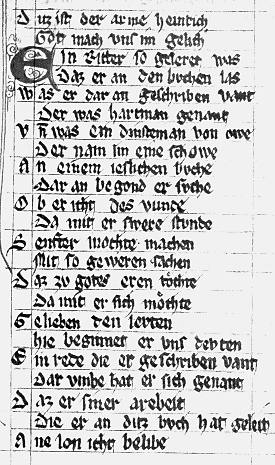
Prologue de l’Armer Heinrich (Heidelberg, UB, Cpg 341, 249ra)

Hartmann se qualifie de chevalier (plus précisément de la condition servile de ministériel) et vante d’emblée son instruction, qu’il accroît sans cesse par la fréquentation des livres. Selon l’esprit du temps, par « instruit » (geleret) il faut comprendre le fait d’« avoir des lettres », c’est-à-dire d’être devenu familier des œuvres latines dans une école tenue par des clercs.
Ce qu’avance Hartmann dans ce prologue est tout à fait inhabituel chez un chevalier vers 1200 et pourrait (indépendamment de la condition effective d’Hartmann et de sa culture personnelle) manifester le besoin de se présenter comme un lettré ou de se recommander à son auditoire : Hartmann veut faire savoir qu’en tant que chevalier il jouit du même statut (désirable) que son public mais qu’en outre son savoir lui donne autorité pour conter son récit. Les récits légendaires de Grégoire, du Pauvre Henri et de la Complainte témoignent effectivement de connaissances philosophiques, théologiques et rhétoriques, qui rendent plausible une éducation dans un séminaire. Au contraire, un scriptorium comme celui de Reichenau ne lui aurait pas ouvert ses portes. Dans la mesure où Erec et Iwein sont inspirés de récits en français, Hartmann devait jouir d’une maîtrise du français certaine.
Ni la patrie d’Hartmann, ni sa région d’élection ne se laissent deviner. Il s’exprimait dans un moyen haut allemand littéraire qui évitait autant que possible les emprunts dialectaux, lui permettant ainsi d’être compris au-delà d’une seule région. Ses rimes reflètent toutefois une nette appartenance au domaine linguistique alémanique. Cela correspond bien à ce qu’Heinrich von dem Türlin dit de Hartmann dans sa Couronne (v. 2353) : « du pays de Souabe… » (von der Swâben lande). Ainsi Hartmann est-il du moins originaire du duché de Souabe.
Aue est un toponyme tellement banal que le village d’Hartmann ne ressort pas clairement de ce mot. Les endroits pouvant expliquer Aue ou Au sont : Au près de Ravensburg (abbaye de Weissenau), Au-près-Fribourg et Obernau-am-Neckar (non loin de Rottenburg-près-Tübingen). On sait qu’il y avait là depuis 1112 une famille de ministériels au service des Zähringen, avec parmi les membres fondateurs de la famille aristocratique toujours florissante des von Ow, un certain Henricus de Owon ou de Owen.
La similitude des noms avec le héros du Pauvre Henri saute aux yeux : Heinrich von Ouwe (au vers 49) qui « comme les princes » (den vürsten gelîch, vers 43) « s’est établi en Souabe » (ze Swâben gesezzen, p. 31). On peut voir là aussi bien une allusion poétique à la propre histoire familiale d’Hartmann qu’un hommage à la famille de son commanditaire. Comme la descendance qu’Henri, chevalier d’empire, aurait eu d’une fille de paysans n’aurait pu prétendre à l’état noble, la seconde explication paraît moins plausible. Au contraire, Hartmann a fort bien pu élever la condition de sa propre famille, celle de simples ministériels, par un mariage noble.

### Ses mécènes présumés

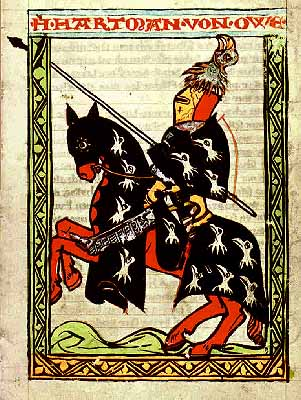
Le chansonnier enluminé de Weingarten comporte une enluminure d’Hartmann presque identique à celle du codex Manesse (Stuttgart, Bibliothèque régionale, HB poetæ germanici 1,).

Contrairement à Chrétien de Troyes, Hartmann ne nomme nulle part ses protecteurs, de sorte que la question reste controversée. Parmi ses mécènes présumés, sans lesquels un trouvère ne pouvait vivre, viennent en première ligne dans le cas d’Hartmann les princes de Zähringen, les Guelfes et les Hohenstaufen, mais il n’a aucun lien avec une famille en particulier.
L’opinion générale aujourd’hui est que Hartmann a le plus vraisemblablement travaillé pour la cour des Zähringen. Cela expliquerait par quel moyen Hartmann a trouvé ses modèles pour Erec et Iwein, car cette maison princière entretenait des liens étroits avec la France, et particulièrement avec l’entourage de Chrétien de Troyes. Il n’est pas jusqu’aux armoiries accompagnant l’effigie d’Hartmann l’auteur sur le frontispice d’un antiphonaire du début du XIVe siècle qui ne rappelle les armes de la maison de Zähringen : alérions blancs sur fond azur ou noir. Parmi les Guelfes, seul Welf VI fait un mécène plausible : si tel est le cas, la patrie d’Hartmann était certainement Weissenau-bei-Ravensburg.

### Hartmann - un pseudonyme?
Selon une hypothèse émise en 2016 par Peter Andersen, professeur de littérature allemande ancienne à l'Université de Strasbourg, Hartmann serait le pseudonyme de l'empereur Henri VI. En moyen-haut-allemand, la forme Hartman von Owe pouvait se comprendre comme « homme dur (ou cruel)» qui souffre, en référence aux cris de douleur ô et wê.

## Son œuvre

### Chronologie
Diverses remarques stylistiques permettent de dresser une chronologie de l’œuvre, qui fait du « Recueil des complaintes » (Klagebüchlein) le texte le plus ancien. « Érec » serait le premier conte versifié d’inspiration romane (en allemand : Roman) d’Hartmann, suivi du « Grégoire », du « Pauvre Henri », l’ultime conte étant « Yvain ». Quoique cette série repose presque entièrement sur la seule analyse linguistique, elle conserve toute son autorité auprès des chercheurs ; tout au plus est-il possible que la rédaction du « Pauvre Henri » ait été menée parallèlement à la fin de celle d’« Yvain », le début de ce dernier conte (de près de 1 000 vers) étant beaucoup plus ancien, contemporain de la composition d’« Érec ». Il subsiste aussi un doute sur la datation de la « Complainte », car l’auteur s’y décrit comme un jeune homme  (jungelinc, p. 7).
L’ordre de composition des chants est controversé. Et en premier lieu, on ignore quelle part ceux qui nous sont parvenus représentaient dans tout l’œuvre lyrique d’Hartmann. Nous ne savons rien de leur interprétation. S’il devait s’avérer qu’ils racontent chacun un passage particulier d’une geste, on pourrait conclure à une œuvre dramatique, peut-être même inspirée d’éléments autobiographiques. Mais l’existence d’un tel cycle demeure pure spéculation et passe pour peu vraisemblable, de sorte que seules les chansons des croisades se prêtent à une interprétation historique — et encore cela est-il fort discuté.
Les premières études se fondaient sur l’hypothèse d’un épanouissement artistique graduel d’Hartmann, s’amorçant par la créativité juvénile des épopées profanes arthuriennes « Érec » et « Yvain » puis, après une crise morale personnelle, se poursuivant par les contes à tonalités plus religieuse comme « Grégoire » et le « Pauvre Henri ». Ce point de vue prenait appui d’une part sur l’opposition entre les minnesang profanes et les chansons des croisades, et d’autre part sur le prologue de « Grégoire ». Dans ce dernier texte, l’auteur fait part de son vœu de renoncement, ayant dans sa jeunesse brigué les honneurs mondains, mais ne désirant plus désormais autre chose que d’alléger son péché par des contes religieux. Mais cette interprétation biographique est aujourd'hui généralement écartée, pour Hartmann comme pour la plupart des auteurs médiévaux, compte tenu des lieux communs dont ils truffaient leurs prologues.

### Chants

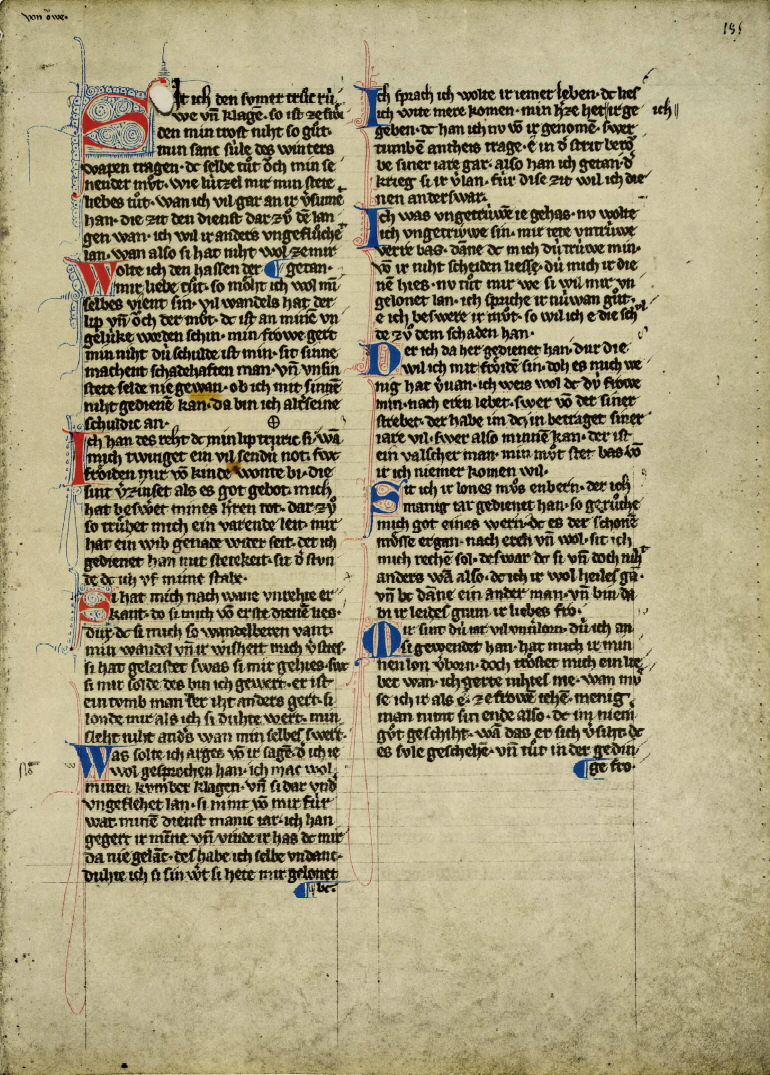
Chansons d’Hartmann dans le codex Manesse (185r), début du XIVe siècle.

Il y a 18 formes prosodiques (dont chacune possédait sa mélodie, malheureusement perdue) représentant un total de 60 « laisses » (ou strophes) qui nous sont parvenues sous le nom de Hartmann. Les Minnesang sont par leur thème très proches du propos didactique du Recueil des complaintes : on y compare les implications érotiques, sociales et éthiques de l’amour courtois. Les trois chansons des croisades forment une branche à part entière de la poésie lyrique à Minne (divinité germanique de l’amour-passion), qui dans les années 1200 était toujours très vivante : ils mettent en balance la vocation chrétienne du chevalier et la nécessité impérieuse de sacrifier à Minne. Sur le plan formel, ils ne diffèrent pas du Minnesang.
Ce qui caractérise Hartmann est un style sérieux, dépouillé et rationnel qui reprend à son compte l’argumentation de la littérature courtoise pour mettre en perspective l’idéal des croisades. Dans la poésie allemande des Croisades, les chansons de Hartmann occupent une place à part : aucun autre poète de langue vernaculaire, à l’exception de Walther von der Vogelweide dans son Élégie, n’aborde l’éthique chevaleresque avec un tel sérieux.
Pour les historiens de la littérature, qui n’ont longtemps fait de Hartmann qu’un poète parmi d’autres, les Minnelieder font l’objet d’un net regain d’intérêt depuis les années 1960. Seules les chansons des Croisades étaient jusqu’alors appréciées comme des pièces de grande tenue littéraire.
La principale difficulté d’interprétation de la lyrique courtoise réside dans son contenu biographique. L’érudition traditionnelle faisait de l’œuvre d’Hartmann le reflet du parcours psychologique de l’auteur, d’un amour déçu à la décision de s’engager pour les croisades dans une recherche de purification spirituelle. Ses poèmes des Croisades furent par conséquent lus comme des renoncements au Monde et à la séduction de Minne. On voyait dans la mort de son protecteur, évoquée à deux reprises, l’origine d’une crise morale personnelle. Aujourd’hui, la complainte à Minne est généralement considérée comme un lieu commun ; la participation effective de Hartmann aux Croisades reste hypothétique.

### Le «Recueil des Complaintes» (Das Klagebüchlein)
Le « Recueil des Complaintes » (Das Klagebüchlein), aussi appelé la Complainte ou le Recueil passe pour le premier récit d’Hartmann. Comme les romans courtois, le Klagebüchlein est composé de strophes de quatre rimes plates. Il comporte 1 914 vers et comme Erec, ne nous a été transmis que par le manuscrit d’Ambras (vers 1510). Ce dialogue allégorique prend la forme d’une controverse érudite. Les protagonistes sont le cœur, siège de l’âme, et la bouche, symbole des sens. Le sujet est la fine amour et l’attitude qu’un homme doit observer pour conquérir le cœur de l’aimée.
Si le thème littéraire du conflit entre l’âme et le corps est fort commun dans la poésie religieuse médiévale, la transposition qu’en donne Hartmann dans la sphère profane n’a connu ni précédent, ni imitation dans l’espace germanophone. Ce n’est qu’au XIVe siècle qu’on commence à trouver en grand nombre de telles joutes courtoises (Minnerede) ; mais l’œuvre de Hartmann était alors déjà bien oubliée. On débat d’une possible influence française ou provençale car le Minnesang intègre les plus subtiles nuances de la fine amor. Un passage (au vers 1280) laisse présumer d’une influence française : il y est dit que le cœur a rapporté de France l’art de guérir par les plantes. La recherche d’une source en français qui pourrait correspondre à ce passage est demeurée à ce jour stérile.

### L’épopée arthurienne: Érec et Yvain

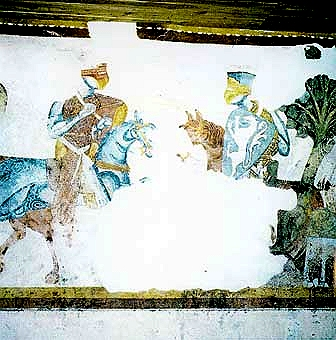
Peinture murale représentant le cycle d’Yvain au château de Rodenegg.

Erec et Yvain relèvent tous deux du cycle arthurien. Erec est le premier roman d’Hartmann, et par là-même le premier récit arthurien en langue allemande, mais aussi, derrière le roman d’Énée de Heinrich von Veldeke, la première manifestation de l’amour courtois venu de France. Comme le manuscrit d’Ambras (1510), le seul manuscrit presque complet de ces œuvres, est dépourvu de prologue, on ne dispose d’aucune information sur les circonstances de la rédaction de ce premier roman arthurien en allemand.
Les deux épopées arthuriennes d’Hartmann sont tirées de l’œuvre de Chrétien de Troyes. Hartmann a adapté très librement Érec et a tenu compte de la moindre culture littéraire de ses auditeurs, en parsemant son récit d’apartés didactiques. On a naguère supposé que pour Érec, Hartmann n’aurait pas emprunté au « roman » de Chrétien de Troyes, mais plutôt à une source littéraire en bas francique-néerlandais disparue. Bien que cette théorie ne s’appuie que sur de fort minces indices, il ne faut effectivement pas exclure la possibilité de sources d’inspiration annexes.
Dans la narration d’« Yvain », Hartmann, en plein exercice de ses prérogatives d’auteur, a tenu à coller de près à son modèle français. Comme le genre du roman courtois commençait à s’imposer par toute l’Allemagne, il pouvait désormais se dispenser d’incises destinées à la compréhension de ses lecteurs. Le recours à la narration légendaire, qui remonte aux origines de la littérature, est manifeste dans ces deux épopées arthuriennes, mais surtout dans l’Yvain. Le cycle du roi Arthur se rattache à la matière de Bretagne, et au-delà à la tradition orale de la mythologie celtique, intégrée à la littérature occidentale grâce aux compositions de Chrétien de Troyes.
Ces deux épopées arthuriennes partagent ce que l’on peut appeler une double trame narrative : par son « âventiure » (mot passé dans l’allemand moderne), le héros se forge une renommée à la cour du roi Arthur, y gagne la main d’une gente dame (les concepts-clef sont ici l’« honneur », êre et la passion amoureuse, minne) et passe ainsi de l’anonymat au sommet de la gloire. Mais par ses péchés il entre en conflit avec le Monde et perd le cœur de sa Dame ; et ce n’est que par une seconde quête, cheminement spirituel ponctué de nouveaux exploits chevaleresques, qu’il parvient à se racheter, c’est-à-dire à retrouver la considération d’autrui et l’amour de sa dame.

### Récits légendaires: «Grégoire» et «Henri le Lépreux»
Il est délicat d’assigner un genre littéraire particulier aux deux contes « Grégoire » et « Henri le Lépreux » : tous deux traitent du péché et de la rédemption, thèmes religieux, et recourent à la forme narrative du récit légendaire ; « Grégoire » prend la forme d’une vita d’un pape, alors que « Henri le Lépreux » est plus proche, sur le plan formel, du fabliau, mais dans les deux cas il s’agit de récits de cour, qu’on peut considérer à un certain point comme imaginaires. C’est pourquoi les chercheurs s’accommodent à leur sujet du classement comme « légendes courtoises » (höfische Legenden).
Le Gregorius aborde deux fois le thème de l’inceste. L’auteur abandonne à son public le soin de décider quel est le plus lourd péché : être le fruit d’un inceste, ou commettre en toute innocence un inceste effectif.
Avec « Henri le Lépreux », l’accent est davantage mis sur le jugement et les réactions des protagonistes que sur l’action elle-même. La possibilité d’un lien avec des événements touchant l’histoire familiale d’Hartmann (voir ci-dessus) ouvre des perspectives intéressantes. Le prologue du récit évoque la recherche du sujet d’inspiration dans des livres (en latin), mais rien de concluant n’a pu être établi à ce sujet.

## Réception de l’œuvre

### Tradition manuscrite

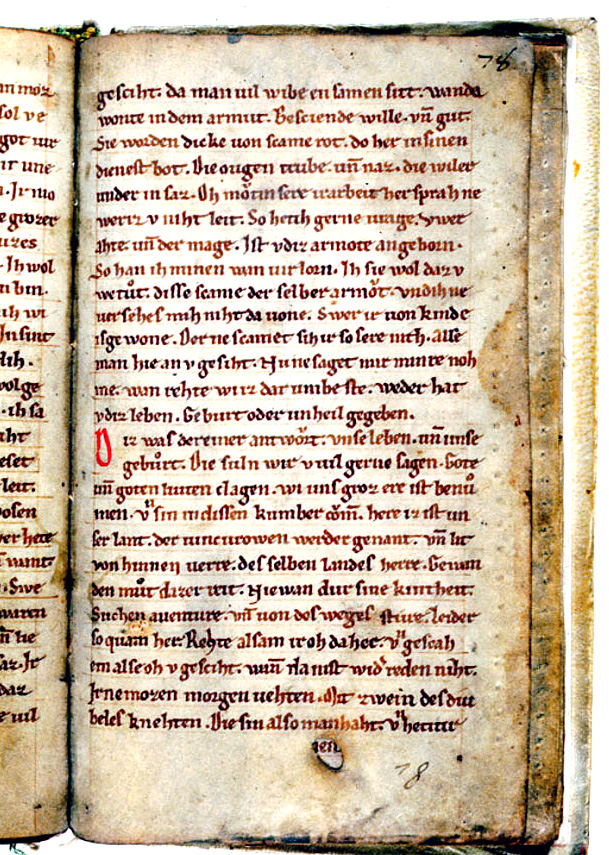
Manuscrit A de l’Iwein, second quart du XIIIe siècle (bibliothèque de l’université de Heidelberg, Cpg 397, 78 r°).

De l’Erec d’Hartmann, on ne dispose que de quelques témoins fragmentaires : un seul manuscrit presque complet du XVIe siècle (la « Geste d’Ambras ») et trois fragments des XIIIe et XIVe siècles sont répertoriés. Ces maigres vestiges sont sans mesure avec la postérité qu’a connue la légende d’Erec depuis. On ne peut que spéculer sur les raisons d’une telle indigence.
Au début, la découverte de fragments de l’œuvre a posé de nouvelles questions sur la tradition manuscrite. Ainsi le Fragment de l’abbaye de Zwettl (Basse-Autriche) se présente-t-il comme un extrait d’Erec du second quart du XIIIe siècle. Mais ce texte moyen allemand semble plutôt correspondre à une traduction du français indépendante de celle d’Hartmann, et on le désigne comme l’Érec en moyen allemand. Déjà le Fragment de Wolfenbüttel du milieu ou du troisième quart du XIIIe siècle laissait entrevoir une deuxième tradition d’Érec, plus proche du roman de Chrétien de Troyes que celle de la « Geste d’Ambras » (Ambraser Heldenbuch). La place de cette version en moyen allemand (précurseur, tradition parallèle, ou réécriture) par rapport à la transcription d’Hartmann en haut allemand reste une énigme.

### Transcriptions médiévales tardives et Renaissance
La forme diffuse des récits légendaires d’Hartmann facilita leur inclusion dans les recueils de légendes et d’exempla, à travers lesquels le contenu narratif se diffusa de façon anonyme. Jusqu’à l’apparition de l’imprimerie en 1450, Grégoire connut à lui seul trois adaptations latines et deux allemandes. La légende de Grégoire, mise en prose, devint très populaire dans toute l’Europe grâce par la Gesta Romanorum, recueil latin d’exempla, et le recueil en vieil allemand le plus célèbre de l'époque, Der Heiligen Leben. Le conte du Pauvre Henri fut colporté jusqu’au XVe siècle et intégré à deux recueils d’exempla en latin.
Ulrich Füterer, dans les années 1480, compose une version très abrégée d’Yvain, « Iban » en 297 laisses est le quatrième des sept contes du cycle arthurien de son Livre d’aventures. La tradition épique arthurienne prend fin avec la Réforme au XVIe siècle. Yvain et Erec, comme la plupart de la littérature courtoise, ne seront jamais mis en prose ni transmis par les almanachs imprimés. Ces imagiers ne diffuseront que des épopées du domaine moyen-allemand de médiocre valeur.

### Évocation d’Hartmann chez d’autres poètes
Hartmann était déjà tenu par ses contemporains pour un grand poète, non seulement par la perfection formelle et romanesque de ses romans, mais aussi en tant que pionnier de la poésie de langue allemande. Godefroi de Strasbourg lui rend hommage dans son Tristan (composé vers 1210) pour ses « mots chatoyants » (litt. kristallînen wortelîn, au vers 4627) et en marge d’un de ses récits en fait le maître absolu de l’épopée.
| Hartman der Ouwære, âhî, wie der diu mære beide ûzen unde innen mit worten und mit sinnen durchverwet und durchzieret! … swer guote rede zu guote und ouch ze rehte kan verstân der mouz dem Ouwaere lân sîn schapel und sîn lôrzwî, | Hartmann l’Auer vrai, comme dans tous ses contes tant par l’aspect que le contenu par ses mots et ses idées toujours il embellit et fait l’ornement! … Celui qui au bon langage, le bon et aussi le judicieux sait reconnaître, celui-là doit à l’Auer tendre le chapeau d’honneur et les lauriers. |

On retrouve de semblables louanges d’un Hartmann icônique dans les recueils de poésie ultérieurs : le Roman d'Alexandre de Rodolphe d'Ems (postérieur à 1230) et Willehalm von Orlens (vers 1240, avec une allusion à Érec). Heinrich von dem Türlin consacre un éloge funèbre à Hartmann dans sa « Couronne » (Diu Crône, postérieure à 1220) et en fait le pivot et l’aboutissement de l’art lyrique. Là encore, Érec, supposé implicitement connu des auditeurs, est cité en exemple, mais Heinrich von dem Türlin se réfère aussi dans ses citations à un manuscrit en français de ce conte.
Il y a d’autres mentions de Hartmann dans le Meleranz du poète Pleier (vers 1270), dans le Gauriel de Konrad von Stoffeln (vers 1270), la petite titurelle d’Albrecht von Scharfenberg (vers 1270) et dans la « Chronique d’Autriche en vers » (Österreichischen Reimchronik) d’Ottokar de Styrie (vers 1310). Tous ces poètes vantent les épopées arthuriennes d’Hartmann, mais l’Anonyme de Gliers, poète de la seconde moitié du XIIIe siècle, le cite comme minnesänger. Malgré leur diffusion et les nombreuses adaptations dont elles ont fait l’objet, les écrits édifiants (« Grégoire » et « Henri le Lépreux ») d’Hartmann ne sont jamais cités.
Parmi les mentions isolées d’Hartmann, celles du Parzival de Wolfram von Eschenbach se distinguent. Comme elles font allusion à Érec aussi bien qu’à Yvain, ce Parzifal écrit vers 1205 offre sans aucun doute l’indice le plus précis pour dater les épopées d’Hartmann (terminus ante quem). Mais la plus longue allusion de Wolfram au poète, et l’une des dernières, est en revanche plutôt ironique voire critique. Plus tard encore, on tombe sur des allusions ponctuelles aux épopées arthuriennes d’Hartmann, comme dans le Wigalois de Wirnt von Grafenberg, dans le Garel du Val-Sanglant de Pleier et dans la petite titurelle. De telles références se trouvent aussi dans un récit étranger au cycle arthurien, la légende en vers de Saint Georges de Reinbot von Durne.

### Iconographie
Yvain a donné lieu à une vaste production picturale, et cela très tôt après la composition du poème. Le support favori n’est pas tant l’enluminure que la tapisserie. Le recours à ces représentations monumentales convenait mieux à la société d’alors et aux intérieurs (salles et tavernes).

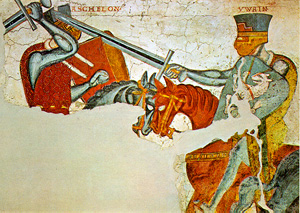
Fresque du cycle d’Yvain au château de Rodengo (Trentin Haut-Adige).

La représentation la plus exigeante sur le plan artistique est la fresque murale du château de Rodengo près de Brixen (Tyrol du Sud). Les historiens de l’art disputent toujours de sa datation, juste après 1200, ou plutôt entre 1220 et 1230. Le cycle mis au jour dès 1972 comporte onze planches, qui sont toutes inspirées de la seule première partie d’Yvain. La salle de banquet () de la cour de Schmalkalden (province de Hesse) conserve encore 23 scènes sur 26 à l’origine, datées de la deuxième moitié du XIIIe siècle.
Au château de Runkelstein près de Bolzano (Tyrol du Sud), d’autres fresques peintes vers 1400 représentent des héros de la poésie chevaleresque. Yvain, Perceval et Gauvain y forment le trio des plus preux chevaliers. Sur une tapisserie à la Malterer des années 1320-1330 (désormais exposée au musée des Augustins de Fribourg-en-Brisgau), Yvain et Laudine (avec Lunete au second plan) forment le couple idéal. En médaillon apparaissent des esclaves de Minne, c’est-à-dire des hommes tombés par passion au pouvoir de la Femme : outre Yvain, on y reconnaît Samson, Aristote et Virgile. Des travaux récents ont permis d’identifier une scène d’Érec gravée sur la couronne de Cracovie.

### Hartmann et les Modernes
La redécouverte de l’œuvre de Hartmann s’ouvre en 1780 avec la Fable de Laudine de Johann Jakob Bodmer. Son disciple Christoph Heinrich Myller publie en 1784 une première édition de la geste du Pauvre Henri et d’Yvain (curieusement retranscrit « Twein » !) d’après les manuscrits originaux. Karl Michaeler publie en 1786 une édition bilingue de ce dernier conte. Se fondant sur l’édition Myller, Gerhard Anton von Halem en propose une adaptation rococo, « Le chevalier Twein » (Ritter Twein, 1789). Mais ce n’est qu’avec les éditions critiques de Georg Friedrich Benecke et de Karl Lachmann (1827) qu’on aboutit à un texte réellement fiable. L’édition critique d’Erec est le fruit du travail de Moriz Haupt (1839).
Les frères Grimm publièrent en 1815 une édition commentée d’Henri le Lépreux avec une suite. Grégoire a paru pour la première fois en 1839 grâce à Karl Simrock (qui le dédiait au « lecteur sentimental ») avec le souci d’établir par sa versification une transcription aussi fidèle que possible à l’original. Henri le Lépreux a souvent fait l’objet d’adaptations littéraires, entre autres par von Chamisso (1839), Longfellow (The Golden Legend, 1851), Ricarda Huch (1899), Gerhart Hauptmann (1902) et Rossetti (1905). Le premier opéra d’Hans Pfitzner était d’ailleurs inspiré de ce conte, d’après un livret de James Grun (1895). August Klughardt, dans le style de Richard Wagner, a lui-même composé en 1879 un Yvain très apprécié. Le compositeur romantique Richard Wetz a écrit un chant des croisés pour chœur mixte d’après le poème de Hartmann.
L’Élu de Thomas Mann (1951) offre une adaptation moderne et très libre du Gregorius de Hartmann. Plus récemment, Markus Werner (Bis bald, 1995), le dramaturge Tankred Dorst (1997) et le poète Rainer Malkowski (1997) se sont attaqués à l’adaptation d’Henri le Lépreux. Felicitas Hoppe en a tiré un récit pour la jeunesse : « Yvain le chevalier au Lion » (Iwein Löwenritter, 2008).

### Ouvrages d’initiation
- Louis Spach, Mélanges d'histoire et de culture littéraire, Strasbourg, G. Silbermann, 1864, « Le Minnesinger Hartmann von Aue ».
- (de) Christoph Cormeau (de) et Wilhelm Störmer (de), Hartmann von Aue : Epoche – Werk – Wirkung, Munich, Beck, 1998, 2e éd. (ISBN 3-406-30309-9).
- (de) Christoph Cormeau et Kurt Ruh (de) (dir.), Die deutsche Literatur des Mittelalters, Verfasserlexikon, vol. 3, Berlin, W. de Gruyter, 1981 (ISBN 3-11-008778-2), « Hartmann von Aue », p. 500-520
- Hans Eggers (de): Symmetrie und Proportion epischen Erzählens. Studien zur Kunstform Hartmanns von Aue. Klett, Stuttgart 1956.
- Werner Fechter (de): Über den „Armen Heinrich“. Dans: Euphorion (de). Volume 49, 1955, p. 1–28.
- Jean Fourquet, Erec Iwen, Extraits accompagnés des textes correspondants de Chrétien de Troyes avec introduction, notes et glossaire, Aubier-Montaigne, 1944, coll. Bibliothèque de Philologie Germanique, tome V, 252 p.
- (de) Oskar Jänicke (de), « Aue, Hartmann von », dans Allgemeine Deutsche Biographie (ADB), vol. 1, Leipzig, Duncker & Humblot, 1875, p. 634-636
- (de) Hugo Kuhn (de) (dir.), Hartmann von Aue : Wege der Forschung, vol. 359, Darmstadt, Wissenschaftliche Buchgesellschaft, coll. « Sammlung wichtiger älterer Aufsätze », 1973, 571 p. (ISBN 3-534-05745-7)
- Friedrich Maurer (de): Leid. Studien zur Bedeutungs- und Problemgeschichte, besonders in den grossen Epen der staufischen Zeit. Francke, Berne 1951, 4. Aufl. 1969.
- (de) Volker Mertens et Gunter E. Grimm et Frank Rainer Max, Deutsche Dichter, vol. 1. Mittelalter, Stuttgart 1989, Reclam (ISBN 978-3-15-008611-7 et 3-15-008611-6), « Hartmann von Aue », p. 164-179
- (de) Friedrich Neumann, « Hartmann von Aue », dans Neue Deutsche Biographie (NDB), vol. 7, Berlin, Duncker & Humblot, 1966, p. 728–31 (original numérisé).
- Brigitte Porzberg: Hartmann von Aue. Erec: Studien zur Überlieferung und Rezeption (= Göppinger Arbeiten zur Germanistik (de). Volume 557), Kümmerle Verlag, Göppingen 1994,  (ISBN 3-87452-797-2).
- Arno Schirokauer: Die Legende vom „Armen Heinrich“. Dans: Germanisch-romanische Monatsschrift (de). 33, 1951/1952.
  - Arno Schirokauer: Zur Interpretation des „Armen Heinrich“. Dans: Zeitschrift für deutsches Altertum (de). Volume 83, 1951.
- (de) Peter Wapnewski (de), Hartmann von Aue, Stuttgart, Metzler, 1962 (réimpr. 1979, 7e éd.), 133 p. (ISBN 3-476-17017-9)
- (de) Jürgen Wolf, Einführung in das Werk Hartmanns von Aue, Darmstadt, Wissenschaftliche Buchgesellschaft, coll. « Einführungen Germanistik. », 2007, 151 p. (ISBN 978-3-534-19079-9)

### Littérature spécialisée
- P. del Duca, Un transfert culturel au XIIe siècle : Erec et Enide de Chrétien de Troyes, et Erec de Hartmann von Aue, Clermont-Ferrand, Presses Universitaires Blaise Pascal, coll. « CERHAC », 2010, 343 p. (ISBN 978-2-84516-451-2 et 2-84516-451-3)
- Petra Hörner (éd.), Hartmann von Aue. Mit einer Bibliographie 1976–1997. Information et interprétation. vol. 8. Lang, Francfort-sur-le-Main 1998.  (ISBN 3-631-33292-0)
- Elfriede Neubuhr, Bibliographie zu Harmann von Aue. Bibliographien zur deutschen Literatur des Mittelalters. vol. 5. Erich Schmidt, Berlin 1977.  (ISBN 3-503-00575-7)
- Irmgard Klemt, Hartmann von Aue. Eine Zusammenstellung der über ihn und sein Werk 1927 bis 1965 erschienenen Literatur. Greven, Cologne 1968.